# 弗雷德里克·埃瑟·内默斯数学奖
弗雷德里克·埃瑟·内默斯数学奖（英語：Frederic Esser Nemmers Prize in Mathematics）是由美国西北大学每两年颁发一次的数学奖项。它最初和欧文·普莱因·内默斯经济学奖同时设立，是内默斯兄弟1400万美元捐赠的产物。
目前，该奖奖金为200000美元，获奖学者会在西北大学居住数周。

## 获奖人
历年获奖人为：
- 2018年 阿萨夫·瑙尔
- 2016年 János Kollár [3]
- 2014年 迈克尔·J·霍普金斯[4]
- 2012年 英格丽·贝西
- 2010年 陶哲轩
- 2008年 西蒙·唐纳森
- 2006年 罗伯特·朗兰兹
- 2004年 米哈伊尔·格罗莫夫
- 2002年 雅科夫·西奈
- 2000年 爱德华·威滕
- 1998年 约翰·康威
- 1996年 约瑟夫·凯勒
- 1994年 尤里·I·马宁